# Francis Powers
Francis Powers (4 de junio de 1865 – 10 de mayo de 1940) fue un actor, guionista y director cinematográfico de nacionalidad estadounidense, activo en la época del cine mudo.

## Biografía
Nacido en Virginia, trabajó en los años 1910 como director cinematográfico, dirigiendo un total de diecinueve filmes. En 1915 comenzó a trabajar como guionista y, en 1920, se dedicó a la actuación, haciendo pequeños papeles de reparto.
Actuó en algunas películas mudas de John Ford, entre ellas la épica El caballo de hierro, sobre la historia de la construcción del Primer ferrocarril transcontinental de Estados Unidos, y en la cual interpretó al sargento Slattery.
La última película en la que actuó, con un papel sin acreditar, fue Tower of London (1939), producción dirigida por Rowland V. Lee.
Francis Powers falleció al siguiente año en Santa Mónica, California, a los 75 años de edad.

## Filmografía completa

### Actor
- Out of the Dust, de John P. McCarthy (1920)
- The White Rider, de William James Craft (1920)
- Playing It Wild, de William Duncan (1923)
- Rouged Lips, de Harold M. Shaw (1923)
- The Love Trap, de John Ince (1923)
- The Dramatic Life of Abraham Lincoln, de Phil Rosen (1924)
- El caballo de hierro, de John Ford (1924)
- Hearts of Oak, de John Ford (1925)
- The Man Without a Country, de Rowland V. Lee (1925)
- Thank You, de John Ford (1925)
- The Fighting Heart, de John Ford (1925)
- The Show, de Tod Browning (1927)
- Stark Mad, de Lloyd Bacon (1929)
- Les Misérables, de Richard Boleslawski (1935)
- One Rainy Afternoon, de Rowland V. Lee (1936)
- Tower of London, de Rowland V. Lee (1939)

### Guionista
- The Father, de Francis Powers (1915)
- As in the Days of Old, de Francis Powers (1915)
- The Ever Living Isles, de Francis Powers (1915)
- The Law of Duty, de Francis Powers (1915)
- The Crest of Van Endheim (1915)
- A Daughter of the Night, de Francis Powers (1916)
- The Toll of the Law, de Francis Powers (1916)
- Good and Evil, de Francis Powers (1916)
- The Lady from the Sea, de Raymond B. West (1916)
- Sea Mates, de Francis Powers (1916)
- Shadows of Conscience, de John P. McCarthy (1921)
- Stark Mad, de Lloyd Bacon (1929)
- From Headquarters, de Howard Bretherton (1929)
- Madonna of Avenue A, de Michael Curtiz (1929)

### Director
- Pygmalion and Galatia (1911)
- Clothes (1914)
- The Port of Missing Men (1914)
- The Ring and the Man (1914)
- The Little Gray Lady (1914)
- The Gray Nun of Belgium (1915)
- One Who Serves (1915)
- The Arrow Maiden (1915)
- Old Mother Grey (1915)
- The Bride of the Sea (1915)
- The Father (1915)
- As in the Days of Old (1915)
- The Ever Living Isles (1915)
- The Law of Duty (1915)
- The Wayward Son (1915)
- A Daughter of the Night (1916)
- The Toll of the Law (1916)
- Good and Evil (1916)
- Sea Mates (1916)